# Massoud Azizi
Massoud Azizi (* 2. Februar 1985 in Pandschschir) ist ein afghanischer Leichtathlet. Er war Mitglied des fünfköpfigen Teams, mit dem Afghanistan 2004 in Athen erstmals seit den Olympischen Spielen 1996 in Atlanta wieder an Sommerspielen teilnahm.
Azizi wurde 2003 beim Training im Stadion der afghanischen Hauptstadt Kabul von Zoi Livaditou, einer Vertreterin des griechischen Außenministeriums in Afghanistan, entdeckt. Auf ihr Betreiben und auf Einladung des Internationalen Olympischen Komitees erhielt Azizi zusammen mit vier anderen afghanischen Sportlern die Möglichkeit, sich in Griechenland auf die Olympischen Spiele 2004 vorzubereiten.
Unter der Anleitung von Grigoris Kontos, dem ehemaligen Trainer des griechischen 200-Meter-Olympiasiegers Konstantinos Kenteris, gelang es Azizi binnen drei Monaten seine Zeit über 100 Meter von 11,74 Sekunden auf 11,16 Sekunden zu verbessern. Diese Zeit konnte er im olympischen Vorlauf am 21. August 2004 nicht erreichen. Mit 11,66 Sekunden wurde er Siebter seines Vorlaufs. In der Endabrechnung kam Azizi auf den 79. Platz.
Im Jahr darauf nahm er in Incheon an den 16. Asienmeisterschaften teil, scheiterte aber ebenfalls im Vorlauf. 2008 nahm er an den Olympischen Spielen in Peking am 100-Meter-Lauf teil.
Bei den Weltmeisterschaften 2013 in Moskau war seine Dopingprobe positiv auf Nandrolon, er wurde für zwei Jahre gesperrt.